# Paeonia 'Fen Yu Nu'
Paeonia lactiflora 'Fen Yu Nu' (англ. Dancing Butterflies, кит. 粉玉奴, пиньинь fěn yù nú) — созданный в Китае сорт пиона молочноцветкового (Paeonia lactiflora).

## Биологическое описание

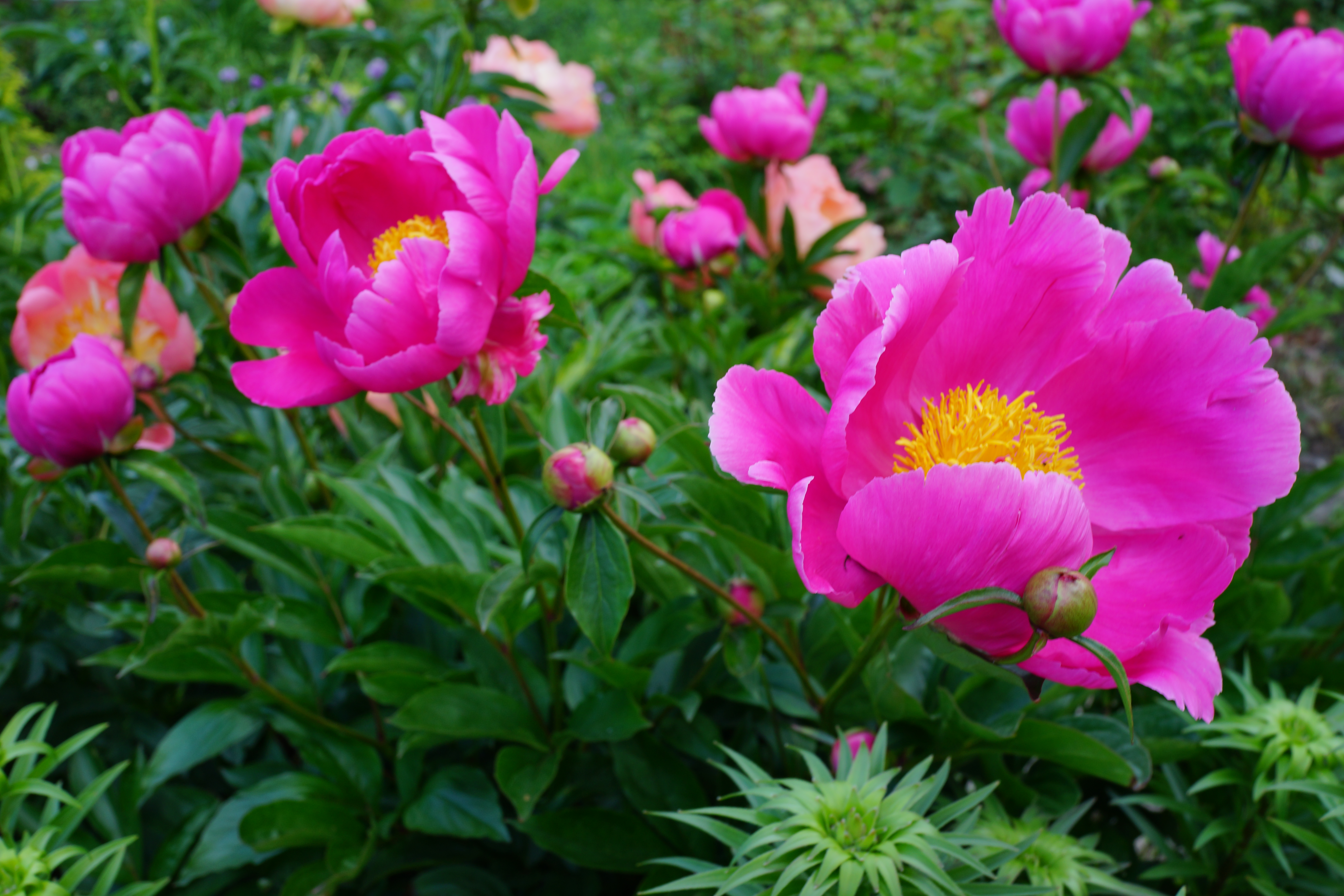

Многолетнее травянистое растение, 60—90 см высотой.
Цветки 8×4 см, ароматные. Лепестки розовые, центр цветка жёлтый.
Генетически близок 'Wu Long Xi Zhu', 'Hong Guang', 'Jin Jiang Hong', 'Zi Lian' и 'Yan Li'.
Диплоид.

## В культуре
Раннецветущий сорт.
USDA-зоны: 2a (−42,8 °C… −45,6 °C) — 8b (−6,7 °C… −9,4 °C).
В Китае выращивается как декоративный сорт, а также для получения из корней растения лекарственного сырья.
Используется в качестве модели для изучения размножения in vitro.
Условия культивирования: см. Пион молочноцветковый.